# Christoph Karl Julius Asschenfeldt
Christoph Karl Julius Asschenfeldt (* 5. März 1792 in Kiel; † 1. September 1856 in Flensburg) war ein deutscher Kirchenlieddichter.

## Leben
Asschenfeldts Vater war der Kaufmann Gerhard Johann Asschenfeldt (1747–1811), seine Mutter war Anna Margaretha Hedig, geb. Eckmann (1758–1813). Der Lübecker Verlagsbuchhändler Hans Detlef Friedrich Asschenfeldt (1787–1856) war sein älterer Bruder.
Er studierte an der Universität Göttingen und wurde im Jahr 1819 Pastor der kleinen Kirche zum Heiligen Kreuz von Windbergen. 1824 wurde er Diakon an der St. Nikolaikirche in Flensburg und fünf Jahre später Hauptpastor. Propst der Propstei Flensburg wurde Asschenfeldt im Jahr 1850. Am 8. April 1850 setzte die dänische Regierung die 1848 von der  Provisorische Regierung im Zuge der Schleswig-Holsteinischen Erhebung eingesetzten Generalsuperintendenten für Schleswig, Johannes Andreas Rehhoff und Nicolaus Nielsen, ab und  übertrug Asschenfeldt die Verwaltung der vakanten Generalsuperintendentur. Dieses Amt legte er 1854 aus Altersgründen nieder und wurde Oberkonsistorialrat. Am 1. September 1856 verstarb er in Flensburg. Asschenfeldt wurde am 6. Oktober 1851 der Dannebrogorden verliehen worden.
Asschenfeldt dichtete 150 Lieder.

## Werke
- Gedichte. F. A. Schmidt, Kiel 1820.
- Heinrich Schmidt, Carl Julius Asſchenfeldt: Geistliche Lieder und Gebete auf die Sonn- und Festtage. Friedrich Asſchenfeldt, Lübeck 1823, S. 296 (digitale-bibliothek-mv.de).
- Geistliches Saitenspiel zur häuslichen und kirchlichen Erbauung. Taubstummen-Institut, Schleswig 1842, S. 324 (Digitalisat).
- Bete und arbeite. Eine Sammlung von biblischen Sprüchen, kleinen Liedern, Gebeten und Denkversen zum christlichen Hausbedarf und zum Gebrauch für Schulen. Asschenfeldt, Lübeck 1843.